# 聖隷クリストファー大学の人物一覧
聖隷クリストファー大学の人物一覧（せいれいくりすとふぁーだいがくのじんぶついちらん）は、聖隷クリストファー大学に関係する人物の一覧記事。

## 教職員
- 長谷川保 - 初代理事長。
- 鈴木崇巨 - 牧師、キリスト教学教授。

この項目は、ウィキプロジェクト 大学のテンプレートを使用しています。